# Viroqua (Wisconsin)
Viroqua – miasto w Stanach Zjednoczonych, w stanie Wisconsin, siedziba administracyjna hrabstwa Vernon.